# Libertad en el mundo

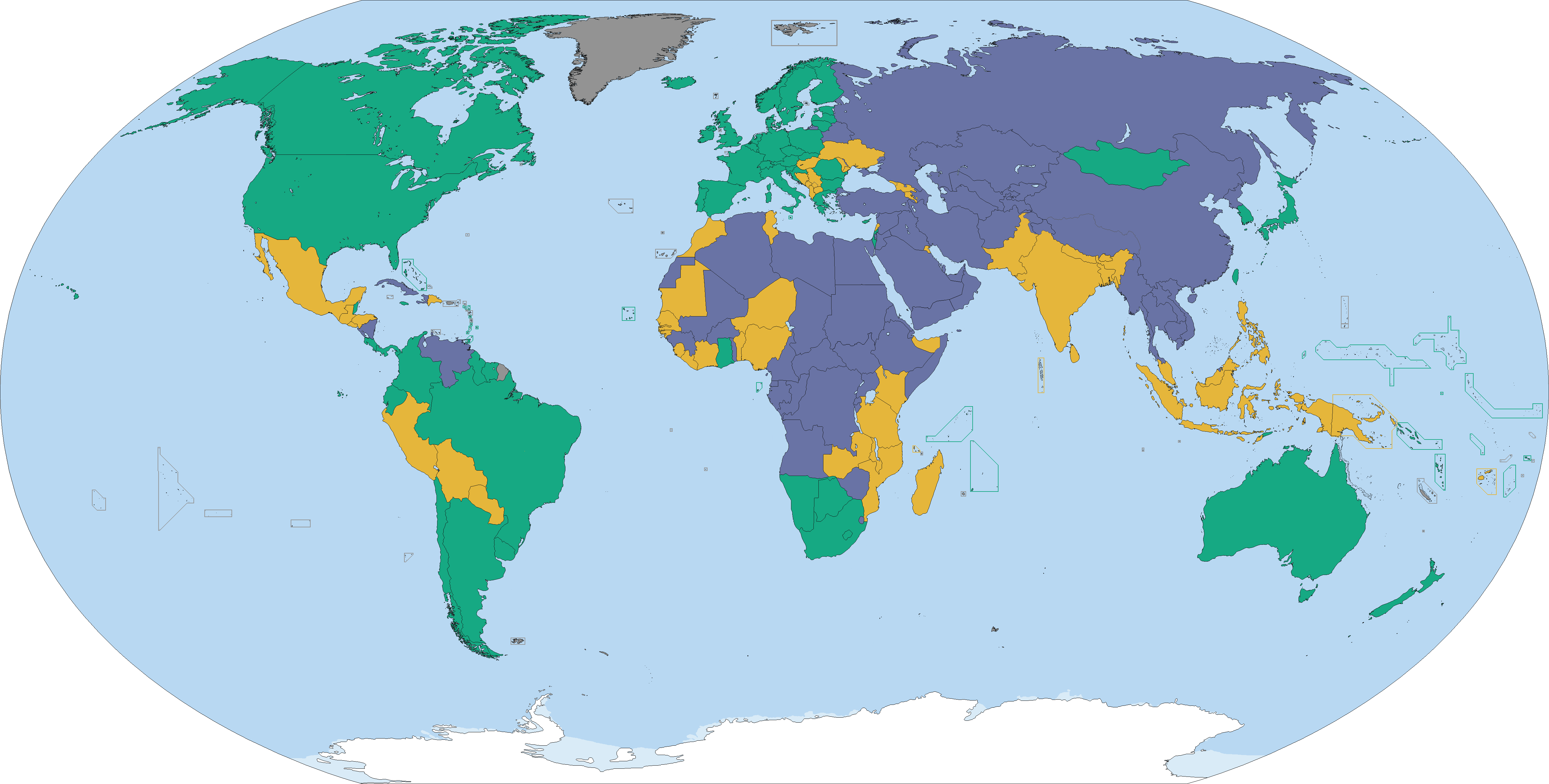
Clasificación de países según el informe Libertad en el mundo con respecto a 2022.
Libre
Parcialmente libre
Sin libertad

Países actualmente considerados democracias electorales en el informe Libertad en el mundo.

El informe Libertad en el mundo (en inglés Freedom in the World) es un estudio anual de la organización estadounidense Freedom House, que mide el grado de democracia y libertad política en todos los países y en los más importantes territorios en disputa de todo el mundo.

## Origen y uso
En 1973, Raymond Gastil publicó por primera vez Freedom in the World. Cada año asigna puntuaciones que representan los niveles de derechos políticos y libertades civiles en cada país y territorio, en una escala del 1 (más libre) al 7 (menos libre). Dependiendo de la puntuación, los países se clasifican como «Libre», «Parcialmente libre» o «Sin libertad». Los investigadores utilizan con frecuencia el informe para medir la democracia, ya que tiene una fuerte correspondencia con otras medidas de la democracia como las  Polity data series.
Las clasificaciones de Freedom House aparecen a menudo en la prensa, y son una de las fuentes más utilizadas por los investigadores políticos. Su construcción y uso ha sido debatido por partidarios y críticos.

## Clasificación de países
Las clasificaciones que se muestran a continuación proceden de los informes Freedom in the World 2010, 2011, 2012 y 2013 y reflejan los datos de 2009, 2010, 2011 y 2012 respectivamente. Se calcula el promedio de la puntuación en derechos políticos y libertades civiles para determinar la situación general de «Libre» (1.0-2.5), «Parcialmente libre» (2.51-5.5) o «Sin libertad» (5.51-7.0)
Un asterisco (*) indica los países que se consideran «democracias electorales». Para pertenecer a esta categoría, un país debe satisfacer los siguientes criterios:
1. Sistema político multipartidista y competitivo
2. Sufragio universal para todos los ciudadanos adultos (con las excepciones que cada estado imponga legítimamente a los ciudadanos como sanción por ciertos delitos)
3. Elecciones multipartidistas regulares que se lleven a cabo por votación secreta, bajo unas condiciones de seguridad razonables y en ausencia de fraudes electorales masivos que arrojen resultados no representativos de la voluntad de los ciudadanos
4. Acceso significativo por parte de los principales partidos políticos al electorado, a través de los medios de comunicación y de campañas políticas abiertas.

El término «democracia electoral» de Freedom House difiere del término democracia liberal en que esta última también implica la presencia de una considerable serie de libertades civiles. En el informe, todos los países clasificados como «libres» cumplen los requisitos para ser tanto democracias liberales como electorales. Por el contrario, algunos países «parcialmente libres» se consideran democracias electorales pero no liberales.

### África Subsahariana
Clave: * - Democracias electorales (según la descripción anterior)
| País                            | Derechos políticos 2010 | Libertades civiles 2010 | Situación 2010     | Derechos políticos 2011 | Libertades civiles 2011 | Situación 2011     | Derechos políticos 2012 | Libertades civiles 2012 | Situación 2012     | Derechos políticos 2013 | Libertades civiles 2013 | Situación 2013     |
| ------------------------------- | ----------------------- | ----------------------- | ------------------ | ----------------------- | ----------------------- | ------------------ | ----------------------- | ----------------------- | ------------------ | ----------------------- | ----------------------- | ------------------ |
| Angola                          | 6                       | 5                       | Sin libertad       | 6                       | 5                       | Sin libertad       | 6                       | 5                       | Sin libertad       | 6                       | 5                       | Sin libertad       |
| Benín*                          | 2                       | 2                       | Libre              | 2                       | 2                       | Libre              | 2                       | 2                       | Libre              | 2                       | 2                       | Libre              |
| Botsuana*                       | 3                       | 2                       | Libre              | 3                       | 2                       | Libre              | 3                       | 2                       | Libre              | 3                       | 2                       | Libre              |
| Burkina Faso                    | 5                       | 3                       | Parcialmente libre | 5                       | 3                       | Parcialmente libre | 5                       | 3                       | Parcialmente libre | 5                       | 3                       | Parcialmente libre |
| Burundi                         | 4                       | 5                       | Parcialmente libre | 5                       | 5                       | Parcialmente libre | 5                       | 5                       | Parcialmente libre | 5                       | 5                       | Parcialmente libre |
| Camerún                         | 6                       | 6                       | Sin libertad       | 6                       | 6                       | Sin libertad       | 6                       | 6                       | Sin libertad       | 6                       | 6                       | Sin libertad       |
| Cabo Verde*                     | 1                       | 1                       | Libre              | 1                       | 1                       | Libre              | 1                       | 1                       | Libre              | 1                       | 1                       | Libre              |
| República Centroafricana        | 5                       | 5                       | Parcialmente libre | 5                       | 5                       | Parcialmente libre | 5                       | 5                       | Parcialmente libre | 5                       | 5                       | Parcialmente libre |
| Chad                            | 7                       | 6                       | Sin libertad       | 7                       | 6                       | Sin libertad       | 7                       | 6                       | Sin libertad       | 7                       | 6                       | Sin libertad       |
| Comoras*                        | 3                       | 4                       | Parcialmente libre | 3                       | 4                       | Parcialmente libre | 3                       | 4                       | Parcialmente libre | 3                       | 4                       | Parcialmente libre |
| República del Congo             | 6                       | 5                       | Sin libertad       | 6                       | 5                       | Sin libertad       | 6                       | 5                       | Sin libertad       | 6                       | 5                       | Sin libertad       |
| República Democrática del Congo | 6                       | 6                       | Sin libertad       | 6                       | 6                       | Sin libertad       | 6                       | 6                       | Sin libertad       | 6                       | 6                       | Sin libertad       |
| Costa de Marfil                 | 6                       | 5                       | Sin libertad       | 7                       | 6                       | Sin libertad       | 6                       | 6                       | Sin libertad       | 5                       | 5                       | Parcialmente libre |
| Guinea Ecuatorial               | 5                       | 5                       | Parcialmente libre | 6                       | 5                       | Sin libertad       | 6                       | 5                       | Sin libertad       | 6                       | 5                       | Sin libertad       |
| Eritrea                         | 7                       | 7                       | Sin libertad       | 7                       | 7                       | Sin libertad       | 7                       | 7                       | Sin libertad       | 7                       | 7                       | Sin libertad       |
| Etiopía                         | 5                       | 5                       | Parcialmente libre | 6                       | 6                       | Sin libertad       | 6                       | 6                       | Sin libertad       | 6                       | 6                       | Sin libertad       |
| Gabón                           | 6                       | 5                       | Sin libertad       | 6                       | 5                       | Sin libertad       | 6                       | 5                       | Sin libertad       | 6                       | 5                       | Sin libertad       |
| Gambia                          | 5                       | 5                       | Parcialmente libre | 5                       | 5                       | Parcialmente libre | 6                       | 5                       | Sin libertad       | 6                       | 6                       | Sin libertad       |
| Ghana*                          | 1                       | 2                       | Libre              | 1                       | 2                       | Libre              | 1                       | 2                       | Libre              | 1                       | 2                       | Libre              |
| Guinea                          | 7                       | 6                       | Sin libertad       | 5                       | 5                       | Parcialmente libre | 5                       | 5                       | Parcialmente libre | 5                       | 5                       | Parcialmente libre |
| Guinea-Bisáu                    | 4                       | 4                       | Parcialmente libre | 4                       | 4                       | Parcialmente libre | 4                       | 4                       | Parcialmente libre | 6                       | 5                       | Sin libertad       |
| Kenia                           | 4                       | 4                       | Parcialmente libre | 4                       | 3                       | Parcialmente libre | 4                       | 3                       | Parcialmente libre | 4                       | 4                       | Parcialmente libre |
| Lesoto*                         | 3                       | 3                       | Parcialmente libre | 3                       | 3                       | Parcialmente libre | 3                       | 3                       | Parcialmente libre | 2                       | 3                       | Libre              |
| Liberia*                        | 3                       | 4                       | Parcialmente libre | 3                       | 4                       | Parcialmente libre | 3                       | 4                       | Parcialmente libre | 3                       | 4                       | Parcialmente libre |
| Madagascar                      | 6                       | 4                       | Parcialmente libre | 6                       | 4                       | Parcialmente libre | 6                       | 4                       | Parcialmente libre | 6                       | 4                       | Parcialmente libre |
| Malaui*                         | 3                       | 4                       | Parcialmente libre | 3                       | 4                       | Parcialmente libre | 3                       | 4                       | Parcialmente libre | 3                       | 4                       | Parcialmente libre |
| Mali                            | 2                       | 3                       | Libre              | 2                       | 3                       | Libre              | 2                       | 3                       | Libre              | 7                       | 5                       | Sin libertad       |
| Mauritania                      | 6                       | 5                       | Sin libertad       | 6                       | 5                       | Sin libertad       | 6                       | 5                       | Sin libertad       | 6                       | 5                       | Sin libertad       |
| Mauricio*                       | 1                       | 2                       | Libre              | 1                       | 2                       | Libre              | 1                       | 2                       | Libre              | 1                       | 2                       | Libre              |
| Mozambique                      | 4                       | 3                       | Parcialmente libre | 4                       | 3                       | Parcialmente libre | 4                       | 3                       | Parcialmente libre | 4                       | 3                       | Parcialmente libre |
| Namibia*                        | 2                       | 2                       | Libre              | 2                       | 2                       | Libre              | 2                       | 2                       | Libre              | 2                       | 2                       | Libre              |
| Níger*                          | 5                       | 4                       | Parcialmente libre | 5                       | 4                       | Parcialmente libre | 3                       | 4                       | Parcialmente libre | 3                       | 4                       | Parcialmente libre |
| Nigeria                         | 5                       | 4                       | Parcialmente libre | 4                       | 4                       | Parcialmente libre | 4                       | 4                       | Parcialmente libre | 4                       | 4                       | Parcialmente libre |
| Ruanda                          | 6                       | 5                       | Sin libertad       | 6                       | 5                       | Sin libertad       | 6                       | 5                       | Sin libertad       | 6                       | 6                       | Sin libertad       |
| Santo Tomé y Príncipe*          | 2                       | 2                       | Libre              | 2                       | 2                       | Libre              | 2                       | 2                       | Libre              | 2                       | 2                       | Libre              |
| Senegal*                        | 3                       | 3                       | Parcialmente libre | 3                       | 3                       | Parcialmente libre | 3                       | 3                       | Parcialmente libre | 2                       | 3                       | Libre              |
| Seychelles*                     | 3                       | 3                       | Parcialmente libre | 3                       | 3                       | Parcialmente libre | 3                       | 3                       | Parcialmente libre | 3                       | 3                       | Parcialmente libre |
| Sierra Leona*                   | 3                       | 3                       | Parcialmente libre | 3                       | 3                       | Parcialmente libre | 3                       | 3                       | Parcialmente libre | 2                       | 3                       | Libre              |
| Somalia                         | 7                       | 7                       | Sin libertad       | 7                       | 7                       | Sin libertad       | 7                       | 7                       | Sin libertad       | 7                       | 7                       | Sin libertad       |
| Sudáfrica*                      | 2                       | 2                       | Libre              | 2                       | 2                       | Libre              | 2                       | 2                       | Libre              | 2                       | 2                       | Libre              |
| Sudán del Sur                   |                         |                         |                    |                         |                         |                    | 6                       | 5                       | Sin libertad       | 6                       | 5                       | Sin libertad       |
| Suazilandia                     | 7                       | 5                       | Sin libertad       | 7                       | 5                       | Sin libertad       | 7                       | 5                       | Sin libertad       | 7                       | 5                       | Sin libertad       |
| Tanzania*                       | 4                       | 3                       | Parcialmente libre | 3                       | 3                       | Parcialmente libre | 3                       | 3                       | Parcialmente libre | 3                       | 3                       | Parcialmente libre |
| Togo                            | 5                       | 4                       | Parcialmente libre | 5                       | 4                       | Parcialmente libre | 5                       | 4                       | Parcialmente libre | 5                       | 4                       | Parcialmente libre |
| Uganda                          | 5                       | 4                       | Parcialmente libre | 5                       | 4                       | Parcialmente libre | 5                       | 4                       | Parcialmente libre | 5                       | 4                       | Parcialmente libre |
| Zambia*                         | 3                       | 4                       | Parcialmente libre | 3                       | 4                       | Parcialmente libre | 3                       | 4                       | Parcialmente libre | 3                       | 4                       | Parcialmente libre |
| Zimbabue                        | 6                       | 6                       | Sin libertad       | 6                       | 6                       | Sin libertad       | 6                       | 6                       | Sin libertad       | 6                       | 6                       | Sin libertad       |

### América
Clave: * - Democracias electorales (según la descripción anterior)
| País                          | Derechos políticos 2010 | Libertades civiles 2010 | Situación 2010     | Derechos políticos 2011 | Libertades civiles 2011 | Situación 2011     | Derechos políticos 2012 | Libertades civiles 2012 | Situación 2012     | Derechos políticos 2013 | Libertades civiles 2013 | Situación 2013     |
| ----------------------------- | ----------------------- | ----------------------- | ------------------ | ----------------------- | ----------------------- | ------------------ | ----------------------- | ----------------------- | ------------------ | ----------------------- | ----------------------- | ------------------ |
| Antigua y Barbuda*            | 3                       | 2                       | Libre              | 3                       | 2                       | Libre              | 3                       | 2                       | Libre              | 2                       | 2                       | Libre              |
| Argentina*                    | 2                       | 2                       | Libre              | 2                       | 2                       | Libre              | 2                       | 2                       | Libre              | 2                       | 2                       | Libre              |
| Bahamas*                      | 1                       | 1                       | Libre              | 1                       | 1                       | Libre              | 1                       | 1                       | Libre              | 1                       | 1                       | Libre              |
| Barbados*                     | 1                       | 1                       | Libre              | 1                       | 1                       | Libre              | 1                       | 1                       | Libre              | 1                       | 1                       | Libre              |
| Belice*                       | 1                       | 2                       | Libre              | 1                       | 2                       | Libre              | 1                       | 2                       | Libre              | 1                       | 2                       | Libre              |
| Bolivia*                      | 3                       | 3                       | Parcialmente libre | 3                       | 3                       | Parcialmente libre | 3                       | 3                       | Parcialmente libre | 3                       | 3                       | Parcialmente libre |
| Brasil*                       | 2                       | 2                       | Libre              | 2                       | 2                       | Libre              | 2                       | 2                       | Libre              | 2                       | 2                       | Libre              |
| Canadá*                       | 1                       | 1                       | Libre              | 1                       | 1                       | Libre              | 1                       | 1                       | Libre              | 1                       | 1                       | Libre              |
| Chile*                        | 1                       | 1                       | Libre              | 1                       | 1                       | Libre              | 1                       | 1                       | Libre              | 1                       | 1                       | Libre              |
| Colombia*                     | 3                       | 4                       | Parcialmente libre | 3                       | 4                       | Parcialmente libre | 3                       | 4                       | Parcialmente libre | 3                       | 4                       | Parcialmente libre |
| Costa Rica*                   | 1                       | 1                       | Libre              | 1                       | 1                       | Libre              | 1                       | 1                       | Libre              | 1                       | 1                       | Libre              |
| Cuba                          | 7                       | 6                       | Sin libertad       | 7                       | 6                       | Sin libertad       | 7                       | 6                       | Sin libertad       | 7                       | 6                       | Sin libertad       |
| Dominica*                     | 1                       | 1                       | Libre              | 1                       | 1                       | Libre              | 1                       | 1                       | Libre              | 1                       | 1                       | Libre              |
| República Dominicana*         | 2                       | 2                       | Libre              | 2                       | 2                       | Libre              | 2                       | 2                       | Libre              | 2                       | 2                       | Libre              |
| Ecuador*                      | 3                       | 3                       | Parcialmente libre | 3                       | 3                       | Parcialmente libre | 3                       | 3                       | Parcialmente libre | 3                       | 3                       | Parcialmente libre |
| El Salvador*                  | 2                       | 3                       | Libre              | 2                       | 3                       | Libre              | 2                       | 3                       | Libre              | 2                       | 3                       | Libre              |
| Granada*                      | 1                       | 2                       | Libre              | 1                       | 2                       | Libre              | 1                       | 2                       | Libre              | 1                       | 2                       | Libre              |
| Guatemala*                    | 4                       | 4                       | Parcialmente libre | 4                       | 4                       | Parcialmente libre | 3                       | 4                       | Parcialmente libre | 3                       | 4                       | Parcialmente libre |
| Guyana*                       | 2                       | 3                       | Libre              | 2                       | 3                       | Libre              | 2                       | 3                       | Libre              | 2                       | 3                       | Libre              |
| Haití                         | 4                       | 5                       | Parcialmente libre | 4                       | 5                       | Parcialmente libre | 4                       | 5                       | Parcialmente libre | 4                       | 5                       | Parcialmente libre |
| Honduras                      | 4                       | 4                       | Parcialmente libre | 4                       | 4                       | Parcialmente libre | 4                       | 4                       | Parcialmente libre | 4                       | 4                       | Parcialmente libre |
| Jamaica*                      | 2                       | 3                       | Libre              | 2                       | 3                       | Libre              | 2                       | 3                       | Libre              | 2                       | 3                       | Libre              |
| México*                       | 2                       | 3                       | Libre              | 3                       | 3                       | Parcialmente libre | 3                       | 3                       | Parcialmente libre | 3                       | 3                       | Parcialmente libre |
| Nicaragua                     | 4                       | 4                       | Parcialmente libre | 4                       | 4                       | Parcialmente libre | 5                       | 4                       | Parcialmente libre | 5                       | 4                       | Parcialmente libre |
| Panamá*                       | 1                       | 2                       | Libre              | 1                       | 2                       | Libre              | 1                       | 2                       | Libre              | 1                       | 2                       | Libre              |
| Paraguay*                     | 3                       | 3                       | Parcialmente libre | 3                       | 3                       | Parcialmente libre | 3                       | 3                       | Parcialmente libre | 3                       | 3                       | Parcialmente libre |
| Perú*                         | 2                       | 3                       | Libre              | 2                       | 3                       | Libre              | 2                       | 3                       | Libre              | 2                       | 3                       | Libre              |
| San Cristóbal y Nieves*       | 1                       | 1                       | Libre              | 1                       | 1                       | Libre              | 1                       | 1                       | Libre              | 1                       | 1                       | Libre              |
| Santa Lucía*                  | 1                       | 1                       | Libre              | 1                       | 1                       | Libre              | 1                       | 1                       | Libre              | 1                       | 1                       | Libre              |
| San Vicente y las Granadinas* | 2                       | 1                       | Libre              | 1                       | 1                       | Libre              | 1                       | 1                       | Libre              | 1                       | 1                       | Libre              |
| Surinam*                      | 2                       | 2                       | Libre              | 2                       | 2                       | Libre              | 2                       | 2                       | Libre              | 2                       | 2                       | Libre              |
| Trinidad y Tobago*            | 2                       | 2                       | Libre              | 2                       | 2                       | Libre              | 2                       | 2                       | Libre              | 2                       | 2                       | Libre              |
| Estados Unidos*               | 1                       | 1                       | Libre              | 1                       | 1                       | Libre              | 1                       | 1                       | Libre              | 1                       | 1                       | Libre              |
| Uruguay*                      | 1                       | 1                       | Libre              | 1                       | 1                       | Libre              | 1                       | 1                       | Libre              | 1                       | 1                       | Libre              |
| Venezuela                     | 5                       | 4                       | Parcialmente libre | 5                       | 5                       | Parcialmente libre | 5                       | 5                       | Parcialmente libre | 5                       | 5                       | Parcialmente libre |

### Asia-Pacífico
Clave: * - Democracias electorales (según la descripción anterior)
| País                | Derechos políticos 2010 | Libertades civiles 2010 | Situación 2010     | Derechos políticos 2011 | Libertades civiles 2011 | Situación 2011     | Derechos políticos 2012 | Libertades civiles 2012 | Situación 2012     | Derechos políticos 2013 | Libertades civiles 2013 | Situación 2013     |
| ------------------- | ----------------------- | ----------------------- | ------------------ | ----------------------- | ----------------------- | ------------------ | ----------------------- | ----------------------- | ------------------ | ----------------------- | ----------------------- | ------------------ |
| Afganistán          | 6                       | 6                       | Sin libertad       | 6                       | 6                       | Sin libertad       | 6                       | 6                       | Sin libertad       | 6                       | 6                       | Sin libertad       |
| Australia*          | 1                       | 1                       | Libre              | 1                       | 1                       | Libre              | 1                       | 1                       | Libre              | 1                       | 1                       | Libre              |
| Bangladés*          | 3                       | 4                       | Parcialmente libre | 3                       | 4                       | Parcialmente libre | 3                       | 4                       | Parcialmente libre | 3                       | 4                       | Parcialmente libre |
| Bután               | 4                       | 5                       | Parcialmente libre | 4                       | 5                       | Parcialmente libre | 4                       | 5                       | Parcialmente libre | 4                       | 5                       | Parcialmente libre |
| Brunéi              | 6                       | 5                       | Sin libertad       | 6                       | 5                       | Sin libertad       | 6                       | 5                       | Sin libertad       | 6                       | 5                       | Sin libertad       |
| Birmania (Myanmar)  | 7                       | 7                       | Sin libertad       | 7                       | 7                       | Sin libertad       | 7                       | 6                       | Sin libertad       | 6                       | 5                       | Sin libertad       |
| Camboya             | 6                       | 5                       | Sin libertad       | 6                       | 5                       | Sin libertad       | 6                       | 5                       | Sin libertad       | 6                       | 5                       | Sin libertad       |
| China (PRC)         | 7                       | 6                       | Sin libertad       | 7                       | 6                       | Sin libertad       | 7                       | 6                       | Sin libertad       | 7                       | 6                       | Sin libertad       |
| Timor Oriental*     | 3                       | 4                       | Parcialmente libre | 3                       | 4                       | Parcialmente libre | 3                       | 4                       | Parcialmente libre | 3                       | 4                       | Parcialmente libre |
| Fiyi                | 6                       | 4                       | Parcialmente libre | 6                       | 4                       | Parcialmente libre | 6                       | 4                       | Parcialmente libre | 6                       | 4                       | Parcialmente libre |
| India*              | 2                       | 3                       | Libre              | 2                       | 3                       | Libre              | 2                       | 3                       | Libre              | 2                       | 3                       | Libre              |
| Indonesia*          | 2                       | 3                       | Libre              | 2                       | 3                       | Libre              | 2                       | 3                       | Libre              | 2                       | 3                       | Libre              |
| Japón*              | 1                       | 2                       | Libre              | 1                       | 2                       | Libre              | 1                       | 2                       | Libre              | 1                       | 2                       | Libre              |
| Kiribati*           | 1                       | 1                       | Libre              | 1                       | 1                       | Libre              | 1                       | 1                       | Libre              | 1                       | 1                       | Libre              |
| Corea del Norte     | 7                       | 7                       | Sin libertad       | 7                       | 7                       | Sin libertad       | 7                       | 7                       | Sin libertad       | 7                       | 7                       | Sin libertad       |
| Corea del Sur*      | 1                       | 2                       | Libre              | 1                       | 2                       | Libre              | 1                       | 2                       | Libre              | 1                       | 2                       | Libre              |
| Laos                | 7                       | 6                       | Sin libertad       | 7                       | 6                       | Sin libertad       | 7                       | 6                       | Sin libertad       | 7                       | 6                       | Sin libertad       |
| Malasia             | 4                       | 4                       | Parcialmente libre | 4                       | 4                       | Parcialmente libre | 4                       | 4                       | Parcialmente libre | 4                       | 4                       | Parcialmente libre |
| Maldivas            | 3                       | 4                       | Parcialmente libre | 3                       | 4                       | Parcialmente libre | 3                       | 4                       | Parcialmente libre | 5                       | 4                       | Parcialmente libre |
| Islas Marshall*     | 1                       | 1                       | Libre              | 1                       | 1                       | Libre              | 1                       | 1                       | Libre              | 1                       | 1                       | Libre              |
| Micronesia*         | 1                       | 1                       | Libre              | 1                       | 1                       | Libre              | 1                       | 1                       | Libre              | 1                       | 1                       | Libre              |
| Mongolia*           | 2                       | 2                       | Libre              | 2                       | 2                       | Libre              | 2                       | 2                       | Libre              | 1                       | 2                       | Libre              |
| Nauru*              | 1                       | 1                       | Libre              | 1                       | 1                       | Libre              | 1                       | 1                       | Libre              | 1                       | 1                       | Libre              |
| Nepal               | 4                       | 4                       | Parcialmente libre | 4                       | 4                       | Parcialmente libre | 4                       | 4                       | Parcialmente libre | 4                       | 4                       | Parcialmente libre |
| Nueva Zelanda*      | 1                       | 1                       | Libre              | 1                       | 1                       | Libre              | 1                       | 1                       | Libre              | 1                       | 1                       | Libre              |
| Pakistán            | 4                       | 5                       | Parcialmente libre | 4                       | 5                       | Parcialmente libre | 4                       | 5                       | Parcialmente libre | 4                       | 5                       | Parcialmente libre |
| Palaos*             | 1                       | 1                       | Libre              | 1                       | 1                       | Libre              | 1                       | 1                       | Libre              | 1                       | 1                       | Libre              |
| Papúa Nueva Guinea* | 4                       | 3                       | Parcialmente libre | 4                       | 3                       | Parcialmente libre | 4                       | 3                       | Parcialmente libre | 4                       | 3                       | Parcialmente libre |
| Filipinas*          | 4                       | 3                       | Parcialmente libre | 3                       | 3                       | Parcialmente libre | 3                       | 3                       | Parcialmente libre | 3                       | 3                       | Parcialmente libre |
| Samoa*              | 2                       | 2                       | Libre              | 2                       | 2                       | Libre              | 2                       | 2                       | Libre              | 2                       | 2                       | Libre              |
| Singapur            | 5                       | 4                       | Parcialmente libre | 5                       | 4                       | Parcialmente libre | 4                       | 4                       | Parcialmente libre | 4                       | 4                       | Parcialmente libre |
| Islas Salomón       | 4                       | 3                       | Parcialmente libre | 4                       | 3                       | Parcialmente libre | 4                       | 3                       | Parcialmente libre | 4                       | 3                       | Parcialmente libre |
| Sri Lanka           | 4                       | 4                       | Parcialmente libre | 5                       | 4                       | Parcialmente libre | 5                       | 4                       | Parcialmente libre | 5                       | 4                       | Parcialmente libre |
| República de China* | 1                       | 2                       | Libre              | 1                       | 2                       | Libre              | 1                       | 2                       | Libre              | 1                       | 2                       | Libre              |
| Tailandia*          | 5                       | 4                       | Parcialmente libre | 5                       | 4                       | Parcialmente libre | 4                       | 4                       | Parcialmente libre | 4                       | 4                       | Parcialmente libre |
| Tonga*              | 5                       | 3                       | Parcialmente libre | 3                       | 3                       | Parcialmente libre | 3                       | 3                       | Parcialmente libre | 3                       | 2                       | Libre              |
| Tuvalu*             | 1                       | 1                       | Libre              | 1                       | 1                       | Libre              | 1                       | 1                       | Libre              | 1                       | 1                       | Libre              |
| Vanuatu*            | 2                       | 2                       | Libre              | 2                       | 2                       | Libre              | 2                       | 2                       | Libre              | 2                       | 2                       | Libre              |
| Vietnam             | 7                       | 5                       | Sin libertad       | 7                       | 5                       | Sin libertad       | 7                       | 5                       | Sin libertad       | 7                       | 5                       | Sin libertad       |

### Europa Central y Europa del Este/Eurasia
La categorización de Freedom House data de la época de la Guerra Fría, cuando este informe se publicó por primera vez. Por tanto, este grupo corresponde a la parte de Europa que se encontraba políticamente ubicada tras el Telón de Acero (es decir, los estados en el área de influencia de la Unión Soviética, los que conformaban la antigua Yugoslavia y los miembros del Pacto de Varsovia). Asimismo, «Europa Occidental» se refiere a los países al oeste del Telón de Acero (incluyendo Grecia y Turquía).
Clave: * - Democracias electorales (según la descripción anterior)
| País                  | Derechos políticos 2010 | Libertades civiles 2010 | Situación 2010     | Derechos políticos 2011 | Libertades civiles 2011 | Situación 2011     | Derechos políticos 2012 | Libertades civiles 2012 | Situación 2012     | Derechos políticos 2013 | Libertades civiles 2013 | Situación 2013     |
| --------------------- | ----------------------- | ----------------------- | ------------------ | ----------------------- | ----------------------- | ------------------ | ----------------------- | ----------------------- | ------------------ | ----------------------- | ----------------------- | ------------------ |
| Albania*              | 3                       | 3                       | Parcialmente libre | 3                       | 3                       | Parcialmente libre | 3                       | 3                       | Parcialmente libre | 3                       | 3                       | Parcialmente libre |
| Armenia               | 6                       | 4                       | Parcialmente libre | 6                       | 4                       | Parcialmente libre | 6                       | 4                       | Parcialmente libre | 5                       | 4                       | Parcialmente libre |
| Azerbaiyán            | 6                       | 5                       | Sin libertad       | 6                       | 5                       | Sin libertad       | 6                       | 5                       | Sin libertad       | 6                       | 5                       | Sin libertad       |
| Bielorrusia           | 7                       | 6                       | Sin libertad       | 7                       | 6                       | Sin libertad       | 7                       | 6                       | Sin libertad       | 7                       | 6                       | Sin libertad       |
| Bosnia y Herzegovina* | 4                       | 3                       | Parcialmente libre | 4                       | 3                       | Parcialmente libre | 4                       | 3                       | Parcialmente libre | 3                       | 3                       | Parcialmente libre |
| Bulgaria*             | 2                       | 2                       | Libre              | 2                       | 2                       | Libre              | 2                       | 2                       | Libre              | 2                       | 2                       | Libre              |
| Croacia*              | 1                       | 2                       | Libre              | 1                       | 2                       | Libre              | 1                       | 2                       | Libre              | 1                       | 2                       | Libre              |
| República Checa*      | 1                       | 1                       | Libre              | 1                       | 1                       | Libre              | 1                       | 1                       | Libre              | 1                       | 1                       | Libre              |
| Estonia*              | 1                       | 1                       | Libre              | 1                       | 1                       | Libre              | 1                       | 1                       | Libre              | 1                       | 1                       | Libre              |
| Georgia*              | 4                       | 4                       | Parcialmente libre | 4                       | 3                       | Parcialmente libre | 4                       | 3                       | Parcialmente libre | 3                       | 3                       | Parcialmente libre |
| Hungría*              | 1                       | 1                       | Libre              | 1                       | 1                       | Libre              | 1                       | 2                       | Libre              | 1                       | 2                       | Libre              |
| Kazajistán            | 6                       | 5                       | Sin libertad       | 6                       | 5                       | Sin libertad       | 6                       | 5                       | Sin libertad       | 6                       | 5                       | Sin libertad       |
| Kosovo                | 5                       | 4                       | Parcialmente libre | 5                       | 4                       | Parcialmente libre | 5                       | 4                       | Parcialmente libre | 5                       | 4                       | Parcialmente libre |
| Kirguistán            | 6                       | 5                       | Sin libertad       | 5                       | 5                       | Parcialmente libre | 5                       | 5                       | Parcialmente libre | 5                       | 4                       | Parcialmente libre |
| Letonia*              | 2                       | 1                       | Libre              | 2                       | 2                       | Libre              | 2                       | 2                       | Libre              | 2                       | 2                       | Libre              |
| Lituania*             | 1                       | 1                       | Libre              | 1                       | 1                       | Libre              | 1                       | 1                       | Libre              | 1                       | 1                       | Libre              |
| Macedonia del Norte*  | 3                       | 3                       | Parcialmente libre | 3                       | 3                       | Parcialmente libre | 3                       | 3                       | Parcialmente libre | 3                       | 3                       | Parcialmente libre |
| Moldavia*             | 3                       | 4                       | Parcialmente libre | 3                       | 3                       | Parcialmente libre | 3                       | 3                       | Parcialmente libre | 3                       | 3                       | Parcialmente libre |
| Montenegro*           | 3                       | 2                       | Libre              | 3                       | 2                       | Libre              | 3                       | 2                       | Libre              | 3                       | 2                       | Libre              |
| Polonia*              | 1                       | 1                       | Libre              | 1                       | 1                       | Libre              | 1                       | 1                       | Libre              | 1                       | 1                       | Libre              |
| Rumania*              | 2                       | 2                       | Libre              | 2                       | 2                       | Libre              | 2                       | 2                       | Libre              | 2                       | 2                       | Libre              |
| Rusia                 | 6                       | 5                       | Sin libertad       | 6                       | 5                       | Sin libertad       | 6                       | 5                       | Sin libertad       | 6                       | 5                       | Sin libertad       |
| Serbia*               | 2                       | 2                       | Libre              | 2                       | 2                       | Libre              | 2                       | 2                       | Libre              | 2                       | 2                       | Libre              |
| Eslovaquia*           | 1                       | 1                       | Libre              | 1                       | 1                       | Libre              | 1                       | 1                       | Libre              | 1                       | 1                       | Libre              |
| Eslovenia*            | 1                       | 1                       | Libre              | 1                       | 1                       | Libre              | 1                       | 1                       | Libre              | 1                       | 1                       | Libre              |
| Tayikistán            | 6                       | 5                       | Sin libertad       | 6                       | 5                       | Sin libertad       | 6                       | 5                       | Sin libertad       | 6                       | 6                       | Sin libertad       |
| Turkmenistán          | 7                       | 7                       | Sin libertad       | 7                       | 7                       | Sin libertad       | 7                       | 7                       | Sin libertad       | 7                       | 7                       | Sin libertad       |
| Ucrania*              | 3                       | 2                       | Libre              | 3                       | 3                       | Parcialmente libre | 4                       | 3                       | Parcialmente libre | 4                       | 3                       | Parcialmente libre |
| Uzbekistán            | 7                       | 7                       | Sin libertad       | 7                       | 7                       | Sin libertad       | 7                       | 7                       | Sin libertad       | 7                       | 7                       | Sin libertad       |

### Europa Occidental
La categorización de Freedom House data de la época de la Guerra Fría, cuando este informe se publicó por primera vez. Por tanto, «Europa Occidental» corresponde a la parte de Europa que se encontraba políticamente al oeste del Telón de Acero, es decir, los miembros de la OTAN (incluyendo a Grecia y Turquía), además de Suiza, Austria, Suecia y Finlandia. 'Freedom House' se refiere a los países antiguamente ubicados al este del Telón de Acero como «Europa del Este».
Clave: * - Democracias electorales (según la descripción anterior)
| País           | Derechos políticos 2010 | Libertades civiles 2010 | Situación 2010     | Derechos políticos 2011 | Libertades civiles 2011 | Situación 2011     | Derechos políticos 2012 | Libertades civiles 2012 | Situación 2012     | Derechos políticos 2013 | Libertades civiles 2013 | Situación 2013     |
| -------------- | ----------------------- | ----------------------- | ------------------ | ----------------------- | ----------------------- | ------------------ | ----------------------- | ----------------------- | ------------------ | ----------------------- | ----------------------- | ------------------ |
| Andorra*       | 1                       | 1                       | Libre              | 1                       | 1                       | Libre              | 1                       | 1                       | Libre              | 1                       | 1                       | Libre              |
| Austria*       | 1                       | 1                       | Libre              | 1                       | 1                       | Libre              | 1                       | 1                       | Libre              | 1                       | 1                       | Libre              |
| Bélgica*       | 1                       | 1                       | Libre              | 1                       | 1                       | Libre              | 1                       | 1                       | Libre              | 1                       | 1                       | Libre              |
| Chipre*        | 1                       | 1                       | Libre              | 1                       | 1                       | Libre              | 1                       | 1                       | Libre              | 1                       | 1                       | Libre              |
| Dinamarca*     | 1                       | 1                       | Libre              | 1                       | 1                       | Libre              | 1                       | 1                       | Libre              | 1                       | 1                       | Libre              |
| Finlandia*     | 1                       | 1                       | Libre              | 1                       | 1                       | Libre              | 1                       | 1                       | Libre              | 1                       | 1                       | Libre              |
| Francia*       | 1                       | 1                       | Libre              | 1                       | 1                       | Libre              | 1                       | 1                       | Libre              | 1                       | 1                       | Libre              |
| Alemania*      | 1                       | 1                       | Libre              | 1                       | 1                       | Libre              | 1                       | 1                       | Libre              | 1                       | 1                       | Libre              |
| Grecia*        | 1                       | 2                       | Libre              | 1                       | 2                       | Libre              | 2                       | 2                       | Libre              | 2                       | 2                       | Libre              |
| Islandia*      | 1                       | 1                       | Libre              | 1                       | 1                       | Libre              | 1                       | 1                       | Libre              | 1                       | 1                       | Libre              |
| Irlanda*       | 1                       | 1                       | Libre              | 1                       | 1                       | Libre              | 1                       | 1                       | Libre              | 1                       | 1                       | Libre              |
| Italia*        | 1                       | 2                       | Libre              | 1                       | 2                       | Libre              | 1                       | 1                       | Libre              | 2                       | 1                       | Libre              |
| Liechtenstein* | 1                       | 1                       | Libre              | 1                       | 1                       | Libre              | 1                       | 1                       | Libre              | 1                       | 1                       | Libre              |
| Luxemburgo*    | 1                       | 1                       | Libre              | 1                       | 1                       | Libre              | 1                       | 1                       | Libre              | 1                       | 1                       | Libre              |
| Malta*         | 1                       | 1                       | Libre              | 1                       | 1                       | Libre              | 1                       | 1                       | Libre              | 1                       | 1                       | Libre              |
| Mónaco*        | 2                       | 1                       | Libre              | 2                       | 1                       | Libre              | 2                       | 1                       | Libre              | 2                       | 1                       | Libre              |
| Países Bajos*  | 1                       | 1                       | Libre              | 1                       | 1                       | Libre              | 1                       | 1                       | Libre              | 1                       | 1                       | Libre              |
| Noruega*       | 1                       | 1                       | Libre              | 1                       | 1                       | Libre              | 1                       | 1                       | Libre              | 1                       | 1                       | Libre              |
| Portugal*      | 1                       | 1                       | Libre              | 1                       | 1                       | Libre              | 1                       | 1                       | Libre              | 1                       | 1                       | Libre              |
| San Marino*    | 1                       | 1                       | Libre              | 1                       | 1                       | Libre              | 1                       | 1                       | Libre              | 1                       | 1                       | Libre              |
| España*        | 1                       | 1                       | Libre              | 1                       | 1                       | Libre              | 1                       | 1                       | Libre              | 1                       | 1                       | Libre              |
| Suecia*        | 1                       | 1                       | Libre              | 1                       | 1                       | Libre              | 1                       | 1                       | Libre              | 1                       | 1                       | Libre              |
| Suiza*         | 1                       | 1                       | Libre              | 1                       | 1                       | Libre              | 1                       | 1                       | Libre              | 1                       | 1                       | Libre              |
| Turquía*       | 3                       | 3                       | Parcialmente libre | 3                       | 3                       | Parcialmente libre | 3                       | 3                       | Parcialmente libre | 3                       | 4                       | Parcialmente libre |
| Reino Unido*   | 1                       | 1                       | Libre              | 1                       | 1                       | Libre              | 1                       | 1                       | Libre              | 1                       | 1                       | Libre              |

### Oriente Medio y Norte de África
Clave: * - Democracias electorales (según la descripción anterior)
| País                   | Derechos políticos 2010 | Libertades civiles 2010 | Situación 2010     | Derechos políticos 2011 | Libertades civiles 2011 | Situación 2011     | Derechos políticos 2012 | Libertades civiles 2012 | Situación 2012     | Derechos políticos 2013 | Libertades civiles 2013 | Situación 2013     |
| ---------------------- | ----------------------- | ----------------------- | ------------------ | ----------------------- | ----------------------- | ------------------ | ----------------------- | ----------------------- | ------------------ | ----------------------- | ----------------------- | ------------------ |
| Argelia                | 6                       | 5                       | Sin libertad       | 6                       | 5                       | Sin libertad       | 6                       | 5                       | Sin libertad       | 6                       | 5                       | Sin libertad       |
| Baréin                 | 6                       | 5                       | Sin libertad       | 6                       | 5                       | Sin libertad       | 6                       | 6                       | Sin libertad       | 6                       | 6                       | Sin libertad       |
| Egipto                 | 6                       | 5                       | Sin libertad       | 6                       | 5                       | Sin libertad       | 6                       | 5                       | Sin libertad       | 5                       | 5                       | Parcialmente libre |
| Irán                   | 6                       | 6                       | Sin libertad       | 6                       | 6                       | Sin libertad       | 6                       | 6                       | Sin libertad       | 6                       | 6                       | Sin libertad       |
| Irak                   | 5                       | 6                       | Sin libertad       | 5                       | 6                       | Sin libertad       | 5                       | 6                       | Sin libertad       | 6                       | 6                       | Sin libertad       |
| Israel*                | 1                       | 2                       | Libre              | 1                       | 2                       | Libre              | 1                       | 2                       | Libre              | 1                       | 2                       | Libre              |
| Jordania               | 6                       | 5                       | Sin libertad       | 6                       | 5                       | Sin libertad       | 6                       | 5                       | Sin libertad       | 6                       | 5                       | Sin libertad       |
| Kuwait                 | 4                       | 4                       | Parcialmente libre | 4                       | 5                       | Parcialmente libre | 4                       | 5                       | Parcialmente libre | 5                       | 5                       | Parcialmente libre |
| Líbano                 | 5                       | 3                       | Parcialmente libre | 5                       | 3                       | Parcialmente libre | 5                       | 4                       | Parcialmente libre | 5                       | 4                       | Parcialmente libre |
| Libia*                 | 7                       | 7                       | Sin libertad       | 7                       | 7                       | Sin libertad       | 7                       | 6                       | Sin libertad       | 4                       | 5                       | Parcialmente libre |
| Marruecos              | 5                       | 4                       | Parcialmente libre | 5                       | 4                       | Parcialmente libre | 5                       | 4                       | Parcialmente libre | 5                       | 4                       | Parcialmente libre |
| Omán                   | 6                       | 5                       | Sin libertad       | 6                       | 5                       | Sin libertad       | 6                       | 5                       | Sin libertad       | 6                       | 5                       | Sin libertad       |
| Catar                  | 6                       | 5                       | Sin libertad       | 6                       | 5                       | Sin libertad       | 6                       | 5                       | Sin libertad       | 6                       | 5                       | Sin libertad       |
| Arabia Saudita         | 7                       | 6                       | Sin libertad       | 7                       | 6                       | Sin libertad       | 7                       | 7                       | Sin libertad       | 7                       | 7                       | Sin libertad       |
| Sudán                  | 7                       | 7                       | Sin libertad       | 7                       | 7                       | Sin libertad       | 7                       | 7                       | Sin libertad       | 7                       | 7                       | Sin libertad       |
| Siria                  | 7                       | 6                       | Sin libertad       | 7                       | 6                       | Sin libertad       | 7                       | 7                       | Sin libertad       | 7                       | 7                       | Sin libertad       |
| Túnez*                 | 7                       | 5                       | Sin libertad       | 7                       | 5                       | Sin libertad       | 3                       | 4                       | Parcialmente libre | 3                       | 4                       | Parcialmente libre |
| Emiratos Árabes Unidos | 6                       | 5                       | Sin libertad       | 6                       | 5                       | Sin libertad       | 6                       | 6                       | Sin libertad       | 6                       | 6                       | Sin libertad       |
| Yemen                  | 6                       | 5                       | Sin libertad       | 6                       | 5                       | Sin libertad       | 6                       | 6                       | Sin libertad       | 6                       | 6                       | Sin libertad       |

### Protectorados y territorios en disputa
Clave: † - Protectorado, ‡ - Territorio en disputa
| País                                               | Derechos políticos 2010 | Libertades civiles 2010 | Situación 2010     | Derechos políticos 2011 | Libertades civiles 2011 | Situación 2011     | Derechos políticos 2012 | Libertades civiles 2012 | Situación 2012     | Derechos políticos 2013 | Libertades civiles 2013 | Situación 2013     |
| -------------------------------------------------- | ----------------------- | ----------------------- | ------------------ | ----------------------- | ----------------------- | ------------------ | ----------------------- | ----------------------- | ------------------ | ----------------------- | ----------------------- | ------------------ |
| Abjasia ‡ (Georgia)                                | 5                       | 5                       | Parcialmente libre | 5                       | 5                       | Parcialmente libre | 5                       | 5                       | Parcialmente libre | 4                       | 5                       | Parcialmente libre |
| Franja de Gaza ‡ (ANP)                             | 6                       | 6                       | Sin libertad       | 6                       | 6                       | Sin libertad       | 6                       | 6                       | Sin libertad       | 6                       | 6                       | Sin libertad       |
| Hong Kong † (China)                                | 5                       | 2                       | Parcialmente libre | 5                       | 2                       | Parcialmente libre | 5                       | 2                       | Parcialmente libre | 5                       | 2                       | Parcialmente libre |
| Cachemira ‡ (India)                                | 4                       | 4                       | Parcialmente libre | 4                       | 5                       | Parcialmente libre | 4                       | 4                       | Parcialmente libre | 4                       | 4                       | Parcialmente libre |
| Cachemira ‡ (Pakistán)                             | 6                       | 5                       | Sin libertad       | 6                       | 5                       | Sin libertad       | 6                       | 5                       | Sin libertad       | 6                       | 5                       | Sin libertad       |
| Nagorno-Karabaj ‡ (Armenia/Azerbaiyán)             | 5                       | 5                       | Parcialmente libre | 6                       | 5                       | Sin libertad       | 6                       | 5                       | Sin libertad       | 5                       | 5                       | Parcialmente libre |
| República Turca del Norte de Chipre ‡ (Chipre)     | 2                       | 2                       | Libre              | 2                       | 2                       | Libre              | 2                       | 2                       | Libre              | 2                       | 2                       | Libre              |
| Puerto Rico † (USA)                                | 1                       | 1                       | Libre              | 1                       | 1                       | Libre              | 1                       | 2                       | Libre              | 1                       | 2                       | Libre              |
| Somalilandia ‡ (Somalia)                           | 5                       | 5                       | Parcialmente libre | 4                       | 5                       | Parcialmente libre | 4                       | 5                       | Parcialmente libre | 4                       | 5                       | Parcialmente libre |
| Osetia del Sur ‡ (Georgia)                         | 7                       | 6                       | Sin libertad       | 7                       | 6                       | Sin libertad       | 7                       | 6                       | Sin libertad       | 7                       | 6                       | Sin libertad       |
| Tíbet ‡ (China)                                    | 7                       | 7                       | Sin libertad       | 7                       | 7                       | Sin libertad       | 7                       | 7                       | Sin libertad       | 7                       | 7                       | Sin libertad       |
| Transnistria ‡ (Moldavia)                          | 6                       | 6                       | Sin libertad       | 6                       | 6                       | Sin libertad       | 6                       | 6                       | Sin libertad       | 6                       | 6                       | Sin libertad       |
| Cisjordania ‡ (ANP)                                | 6                       | 6                       | Sin libertad       | 6                       | 5                       | Sin libertad       | 6                       | 5                       | Sin libertad       | 6                       | 5                       | Sin libertad       |
| República Árabe Saharaui Democrática ‡ (Marruecos) | 7                       | 6                       | Sin libertad       | 7                       | 6                       | Sin libertad       | 7                       | 7                       | Sin libertad       | 7                       | 7                       | Sin libertad       |

## Tendencias
Porcentaje de países en cada categoría, a partir de los informes de 1973 a 2013 (y 2014 en la tabla):
|  | Sin libertad (47) Parcialmente libre (58) Libre (90) |

| Año  | Libre    | Parcialmente libre | Sin libertad | Democracias electorales |
| ---- | -------- | ------------------ | ------------ | ----------------------- |
| 1975 | 41 (27%) | 48 (32%)           | 63 (41%)     | --                      |
| 1980 | 51 (32%) | 54 (33%)           | 56 (35%)     | --                      |
| 1985 | 53 (32%) | 59 (35%)           | 55 (33%)     | --                      |
| 1990 | 61 (37%) | 44 (26%)           | 62 (37%)     | 69 (41%)                |
| 1995 | 76 (40%) | 61 (32%)           | 54 (28%)     | 113 (59%)               |
| 2000 | 85 (44%) | 60 (31%)           | 47 (25%)     | 120 (63%)               |
| 2005 | 89 (46%) | 54 (28%)           | 49 (26%)     | 119 (62%)               |
| 2010 | 89 (46%) | 58 (30%)           | 47 (24%)     | 116 (60%)               |
| 2011 | 87 (45%) | 60 (31%)           | 47 (24%)     | 115 (59%)               |
| 2012 | 87 (45%) | 60 (31%)           | 48 (25%)     | 117 (60%)               |
| 2013 | 90 (46%) | 58 (30%)           | 47 (24%)     | 117 (60%)               |
| 2014 | 88 (45%) | 59 (30%)           | 48 (25%)     | 122 (63%)               |

Fuentes: "Dación histórica, 1972-2011", "Democracias electorales, 1989-2011", Libertad en el mundo 2012, Mapa de la libertad 2013.
Notas:
- Los años que aparecen en el mapa y la tabla anteriores corresponden a los años en que se publicó el estudio, los datos cubren el año anterior.
- El mapa y la tabla anteriores NO incluyen datos de protectorados y territorios en disputa.

## Evaluación
Existe cierto debate sobre la neutralidad de Freedom House y la metodología que utiliza para elaborar el informe Freedom in the World, redactado por Raymond Gastil y sus colegas. Kenneth A. Bollen ha discutido la neutralidad y los prejuicios de los índices de derechos humanos en diversas publicaciones.  Bollen escribió que «ninguna crítica (…) ha demostrado un prejuicio sistemático en todas las calificaciones. La mayor parte de las pruebas consisten en evidencias anecdóticas de un número relativamente pequeño de casos. La cuestión de si existe un sesgo sistemático o esporádico en las clasificaciones de Gastil sigue abierta» (Bollen, 1986, p. 586). El índice de libertad del informe Freedom in the World  tiene una fuerte y positiva correlación (de al menos un 80%) con otros tres índices de democracia que estudia Mainwaring (2001, p. 53).

### Prejuicios o neutralidad ideológica
En su estudio de 1986, Bollen debatió los análisis de mediciones de derechos humanos, incluyendo el índice mencionado en Freedom of the World (Bollen, 1986, p. 585). En 1990, Gastil rebatió las críticas que se hicieron en los años 80 al informe Freedom of the World afirmando que «generalmente, estas críticas se basan más en opiniones sobre Freedom House que en un examen detallado de las clasificaciones del estudio», conclusión discutida por Giannone. La definición de la libertad de Gastil (1982) y de Freedom House se centra más en las libertades que en el ejercicio de dichas libertades, según Adam Przeworski, que dio el siguiente ejemplo: en EE. UU., los ciudadanos son libres de formar partidos políticos y de votar, y aun así, incluso en las elecciones presidenciales, solo vota la mitad de los estadounidenses; en Estados Unidos «los dos partidos hablan a un unísono comercialmente patrocinado» escribió Przeworski (2003, p. 277)
Otras acusaciones más recientes de prejuicios ideológicos incitaron a Freedom House a hacer pública esta declaración en 2010:
Freedom House no tiene un punto de vista culturalmente orientado de la libertad. La metodología del estudio radica en patrones básicos de derechos políticos y libertades civiles, que en gran medida derivan de partes relevantes de la Declaración Universal de los Derechos Humanos. Estos patrones se aplican a todos los países y territorios, sin distinciones de ubicación geográfica, nivel de desarrollo económico o composición étnica o religiosa.

Mainwaring y otros (2001, p. 52) han escrito que el índice de Freedom House tiene «dos prejuicios sistemáticos: las puntuaciones a los países izquierdistas están teñidas de consideraciones políticas, y en ocasiones los cambios en la puntuaciones están más motivados por cambios en sus criterios que por cambios en las condiciones reales». No obstante, en lo que respecta a los países latinoamericanos, el índice de Freedom House tienen una fuerte y positiva correlación con el índice de Adam Przeworski y con el de los propios autores: evaluaron el coeficiente de correlación de Pearson entre su índice y el de Freedom House, que era de 0,82; entre estos índices y los otros dos estudiados, las correlaciones estuvieron entre 0,80 y 0,86 (Mainwaring et alia, 2001, p. 53).
Como ya se ha comentado, Bollen criticó estudios previos de Freedom in the World, acusándolos de anecdóticos y no concluyentes. Planteaban temas que necesitaban un estudio más profundo por métodos científicos y no a base de anécdotas. Bollen estudió la cuestión de los prejuicios ideológicos utilizando la estadística multivariante. Aplicando su modelo estadístico de análisis factorial a la medición de los derechos humanos, Bollen y Paxton estimaron que el método de Gastil produce una desviación estándar de 0.38 contra los países marxistas-leninistas y una desviación aún mayor, del 0,5, a favor de los países cristianos, resultados similares a los de la metodología de Sussman (Bollen and Paxton, 2000, p. 585). Por el contrario, otro método de un crítico de Freedom in the World produjo durante los años 80 una desviación a favor de los países izquierdistas de al menos un 0,8, «coherente con el descubrimiento de que los estudiosos de ciencias políticas son más favorables a la política de izquierdas que la población en general» (Bollen y Paxton, p. 585).

### Uso y análisis conceptual
Diego Giannone ha recogido otras críticas a la metodología utilizada para elaborar el informe Freedom in the World':
- «Estiramiento conceptual», término crítico de Giovanni Sartori que se refiere a un defecto metodológico común en los estudios sociales.[12] Giannone menciona como ejemplo que, según Landman y Hausermann (2003), «el índice de FH ha sido utilizado como herramienta para medir democracia, buen gobierno y derechos humanos, produciendo por tanto un estiramiento conceptual que es la mayor causa de 'pérdida de precisión connotativa': resumiendo, un instrumento utilizado para medir cualquier cosa, al final, no es capaz de discriminar en contra de nada»[13]
- Problemas de agregación.  Giannone cita a Scoble y Wiseberg (1981), que concluyen que «la suma de la puntuación de 4 dada a una libertad civil y una de 2 dada a una libertad política es la misma que la suma de una puntuación de 2 a una libertad civil y un 4 a una libertad política, aunque la interpretación subjetiva es estas distintas combinaciones es diferente».[14]
- «Falta de especificidad y rigor en la construcción» e «inadecuado nivel de transparencia y facilidad de reproducción de las escalas», el primero en referencia a Scoble «y otros» (1981), y el segundo a Hadenius y Teorell (2005).[15] En apoyo de este último también cita a Munck y Verkuilen (2002), que concluyen que «los datos agregados ofrecidos por Freedom House deben aceptarse sobre todo como acto de fe»[16] debido a que «no se proporcionan reglas ni códigos, las fuentes de información no se identifican con suficiente precisión, y porque los datos desagregados no se ponen a disposición de estudiosos independientes.[15]

### Cronología
En «Aspectos políticos e ideológicos en la medición de la democracia: el caso 'Freedom House'» (2010) que revisa los cambios en la metodología desde 1990, Diego Giannone concluyó que «por los cambios en la metodología a lo largo del tiempo y la estricta conexión entre los aspectos metodológicos y políticos, los datos de FH no ofrecen una cronología ininterrumpida y políticamente neutra, hasta el punto de que no debería utilizarse para análisis comparativos en el tiempo, incluso para el desarrollo de hipótesis iniciales. La coherencia interna de las series de datos está abierta a conjeturas».
Sobre este tema, la web de Freedom House responde que «han realizado un buen número de modestos cambios metodológicos para adaptarse a las ideas en evolución sobre derechos políticos y libertades civiles. Al mismo tiempo, no se revisan retroactivamente las series de datos en el tiempo, y cualquier cambio en el método se introduce paulatinamente con el fin de asegurar la compatibilidad de las puntuaciones de año en año».